# Alexei Konstantinowitsch Lebedew
Alexei Konstantinowitsch Lebedew (russisch Алексей Константинович Лебедев; * 9. Dezember 1924 in Dankow, Oblast Lipezk; † 11. Juli 1993 in Moskau) war ein russischer Tubist und Komponist.

## Leben
Alexei Lebedew studierte Tuba bei Vladislaw Blazhevich und später (1945–1949) bei Wladimir Schezbacow am Moskauer Konservatorium. Er war langjähriges Mitglied des Orchesters des Moskauer Bolschoi-Theaters und unterrichtete am Moskauer Konservatorium.

## Werke
- Konzert Nr. 1 für Tuba (Bassposaune) und Orchester (1947)
- Konzert Nr. 2 für Tuba (Bassposaune) und Orchester (1986)
- Konzertantes Allegro für Tuba (Bassposaune) und Klavier (1949)
- Märchen, Wiegenlied, Gavotte. Drei Stücke für Tuba und Klavier
- Etüden für Tuba

Alle Werke verlegt bei Friedrich Hofmeister Musikverlag, Leipzig